# Euchary
Euchary – imię męskie pochodzenia greckiego. Oznacza "przyjazny". Św. Euchariusz był pierwszym biskupem Trewiru (III w.). 
Euchary imieniny obchodzi 20 lutego i 8 grudnia.
Zobacz też:
- Euchariusz